# Eugen Cristescu
Eugen Cristescu (n. 3 aprilie 1895, Oituz, Bacău, România – d. 12 iunie 1950, Mănăstirea Văcărești, București, România), a fost șeful Serviciului Special de Informații al României în perioada 12 noiembrie 1940 - 1 martie 1945.

## Cariera în informații
Imediat după preluarea puterii, după reușita puciului anticarlist, Ion Antonescu l-a eliminat pe Mihail Moruzov din fruntea Serviciului Special de Informații-SSI, care aparținea de Marele Stat Major al armatei și l-a numit în locul său pe Eugen Cristescu (la data de 15 noiembrie 1940), trecând această instituție în subordinea Președinției Consiliului de Miniștri. Moruzov, arestat împreună cu adjunctul său, Niky Ștefănescu, au fost încarcerați la penitenciarul Jilava, care se afla în custodie legionară. La scurt timp după arestare, ei au fost asasinați de o echipă de legionari (Masacrul de la Jilava) în noaptea de 26-27 noiembrie 1940.
Horia Sima, vice prim ministru, președintele partidului de extremă-dreaptă (fascist) Garda de Fier și șeful mișcării legionare era interesat de eliminarea lui Moruzov pentru a ascunde faptul că fusese informator , iar Antonescu avea profunde resentimente față de cel care, considera el, făcea și desfăcea jocurile oculte la Palatul Regal - Moruzov adunase despre viitorul mareșal un consistent dosar compromițător. Antonescu l-a urmărit pe Moruzov chiar și după moarte, încercând să distrugă imaginea de profesionist celui care  ridicase spionajul românesc la nivelul elitei mondiale.
Noul director general al SSI, absolvent al seminarului teologic din Iași și al Facultății de drept a Universității din Iași în iunie 1920, și-a început cariera în secția de informații (Siguranță) din Direcția Generală a Poliției, unde a fost avansat treptat, până la funcția de director. S-a remarcat prin modul în care a combătut Garda de Fier. A fost demis din această funcție de către Carol al II-lea deoarece adunase informații asupra Elenei Lupescu, amanta regelui și, viitoare soție, fapt denunțat de către Moruzov. A îndeplinit funcția de director general clasa I la Președinția Consiliului de Miniștri. A fost trimis în străinătate de Statul român pentru specializare în tehnica polițienească la Viena, Varșovia, Cracovia, Praga, Berlin, Haga, Bruxelles, Paris, Roma, Napoli, Genova. În urma insistențelor lui Nicolae Titulescu, în vremea când acesta era Ministrul României la Londra, Eugen Cristescu a fost admis pentru studii la Scotland Yard la Londra asupra problemelor internaționale de poliție.

### „Funcționar de stat” sau „Omul lui Antonescu”
Din cauză că România se pregătea de război, SSI-ul reorganizat de Cristescu s-a orientat în principal asupra Uniunii Sovietice, iar pe linie internă, împotriva partidului comunist și a mișcării legionare. Astfel, după unele surse, la 23 august 1944, din cei 1.150 membri ai Partidului Comunist, mai mult de jumătate ar fi fost informatori ai serviciilor secrete, printre aceștia numărându-se și lideri marcanți ca Emil Bodnăraș.
SSI-ul a avut de supravegheat organizațiile de spionaj străine care activau în România, cele maghiare, bulgare și cele 11 agenții germane. SSI și-a făcut datoria, reușind să culeagă informații de peste Prut, dar și să transmită conducerii statului avertismente asupra imensului potențial militar și economic al URSS. Una dintre marile realizări a SSI a fost aflarea datei raidului american asupra Ploieștiului - 1 august 1943 - cu o săptămână înainte ca acesta să aibă loc.
Deși loial aliaților germani, la ordinul lui Antonescu, SSI a tatonat șansele unui eventual armistițiu, ajutându-se de șeful confreriei masonice, Jean Pangal, de Grigore Gafencu, fost ministru de externe și de mulți alții.
La fel ca predecesorul său, Moruzov, Cristescu a condus serviciile secrete românești cu profesionalism, ca «funcționar de stat», adică obligat să servească interesele statului mai presus de orice. Cristescu a reușit performanța de a nu-și politiza instituția. A asigurat o ordine financiară strictă. El a introdus sistemul de remunerare a personalului pe criterii de calitate și merit, fiind „complet interzis ca un salariat să se intereseze de situația celuilalt”.
În declarația sa din 6 octombrie 1944 afirma: „SSI a fost un serviciu de informații al statului român, public, nu clandestin, condus de legi, norme și regulamente precise”, accentuând că SSI este un serviciu de informații și nu unul de execuții și crime. După istoricul Cristian Troncotă, conform documentelor de arhivă, Cristescu nu ar fi fost implicat în «seria asasinatelor de stat» din timpul lui Carol al II-lea, adică lichidarea liderilor legionari, iar sub regimul antonescian, în masacrele de la Jilava, Snagov și Strejnic. În procesul pogromului de la Iași, judecat în anul 1948, Cristescu a fost audiat ca martor și nu ca inculpat.
În timpul războiului, agenții americani și britanici prinși și anchetați de SSI, locotenent-colonelul George Chastelain, căpitanul Ivor Porter și căpitanul Mețianu Silviu (român) au primit un regim de arest deosebit de blând. Activitatea opoziției a fost tolerată și protejată (deși Hitler îl sfătuia pe Antonescu precum că un om ca Iuliu Maniu ar fi fost de mult spânzurat în Germania). Între anii 1943-1944, SSI i-a protejat și pe unii opozanți de stânga sau comuniști: Petru Groza, Ion Gheorghe Maurer, Mihai Beniuc (chiar angajat în SSI pentru a nu fi trimis pe front). Printre agenții SSI s-au numărat cântăreața Maria Tănase, scriitorul Zaharia Stancu și multe alte personalități  a căror activitate e greu de reconstituit, întrucât în arhiva SSI nu există nici un dosar de informator din perioada 1928-1944, fie pentru că SSI nu întocmea dosare, fie pentru că acestea au fost distruse.

Generalul Aurel Aldea, participant direct la evenimentele din 23 August 1944, în mărturiile sale cuprinse în dosarele Securității, declară:
„Eugen Cristescu, șeful Serviciului Secret, chemat de generalul Sănătescu la Palat, a refuzat să vină. Cum s-a aflat mai târziu, s-a consultat cu generalul Tobescu Constantin de la Inspectoratul General al Jandarmeriei și împreună s-au dus la Legația Germaniei, pentru a comunica ceea ce se petrece la Palat.” 
Conform altei opinii  cei doi fugari au parcurs un lung periplu prin diferite localități ale țării, căutând să stea cât mai mult în umbră până la limpezirea situației politice și militare. 
La data de 1 septembrie 1944, Eugen Cristescu și-a înaintat demisia, acceptată formal de generalul Constantin Sănătescu, iar eliberarea de jure a acestuia s-a făcut prin Decretul nr. 568/1 martie 1945 .

Din mărturia generalului Aldea reiese că în momentul crucial, prin faptul că a fugit să ceară ajutor german pentru a-și salva patronul (și propria persoană), «omul lui Antonescu» s-a impus asupra «funcționarului de stat». De altfel, Cristescu a fost considerat întotdeauna - și s-a mândrit cu asta - ca omul de taină al lui Antonescu - declarându-i colegului de celulă Gabriel Bălănescu:
„Este cea mai mare cinste a vieții mele că am fost la un pas în urma acestui om (Antonescu)”.

## Procesul, decesul și teoria conspirației
După 23 august 1944, Cristescu s-a refugiat cu o mare parte din arhiva sa în comuna Bughea, din județul Muscel, unde a fost arestat. La 24 septembrie 1944, în cadrul grupei Antonescu, a fost transportat și anchetat în URSS, apoi retransmis României.
La 17 mai 1946, prin sentința Tribunalului Poporului, au fost condamnați la moarte 11 acuzați: Ion Antonescu, Mihai Antonescu, generalul Constantin Vasiliu, Gheorghe Alexianu, generalul Constantin Pantazi, Radu Lecca, generalul Nicolae Macici, Eugen Cristescu, ș.a. Alți zece acuzați au fost condamnați la închisoare. În urma intervenției ministrului justiției, Lucrețiu Pătrășcanu, regele Mihai I a comutat pedeapsa ultimilor șapte condamnați, printre care Pantazi, Leca, Macici și Cristescu, la muncă silnică pe viață. După mărturia lui Lucrețiu Pătrășcanu la propriul său proces, Cristescu i-ar fi promis, contra salvării de la moarte, lista agenților britanici în România.
A decedat la 13 iunie 1950, în Penitenciarul Văcărești. Cu toate acestea au circulat zvonuri care au susținut că ar fi fost văzut în libertate și pe deplin sănătos ulterior acestei date.  Există bănuiala că ar fi fost folosit și de către comuniști, până prin anii 1960.
Singurul document oficial cu valoare de probă este actul de deces cu nr. 607, din 13 iunie 1950, care a fost eliberat de spitalul central al Penitenciarului Văcărești, unde este menționat că: „moartea lui Eugen Cristescu se datorează sclerozei cardiovasculare, iar cadavrul nu prezintă nici un semn de violență” .
SSI-ul a fost desființat. La 30 august 1948, prin Decretul nr. 221 și sub coordonarea consilierilor sovietici lua ființă Direcția Generală a Securității Poporului (D.G.S.P.).

## Decorații
- Ordinul „Steaua României” în gradul de Comandor (9 mai 1941)[11]
- Ordinul „Coroana României” în gradul de Mare Ofițer (24 noiembrie 1941)[2]

## Vezi și
- Masacrul de la Jilava